# Popillia werneri
Popillia werneri är en skalbaggsart som beskrevs av Limbourg 2008. Popillia werneri ingår i släktet Popillia och familjen Rutelidae. Inga underarter finns listade i Catalogue of Life.